# Młynik (powiat ostrowski)
Młynik – wieś w Polsce, położona w województwie wielkopolskim, w powiecie ostrowskim, w gminie Sośnie. Leży ok. 20 km na południowy zachód od Ostrowa Wlkp., w pobliżu linii kolejowej Ostrów-Oleśnica (stacje Granowiec lub Garki), nad ciekiem Polska Woda.
W roku 2011 wieś liczyła 114 mieszkańców.
| SIMC    | Nazwa    | Rodzaj    |
| ------- | -------- | --------- |
| 0209102 | Jerzówka | część wsi |

Przed 1932 rokiem miejscowość położona była w powiecie odolanowskim, W latach 1975–1998 w województwie kaliskim, w latach 1932–1975 i od 1999 w powiecie ostrowskim. 